# Influència diabòlica
Influència diabòlica (títol original en anglès Something Evil) és un telefilm de Steven Spielberg estrenat el 1972 i doblat al català.

## Argument
A Pennsilvània, la vida d'una parella es trenca a causa d'un fantasma que sembra el pànic.

## Repartiment
- Sandy Dennis: Marjorie Worden
- Darren McGavin: Paul Worden
- Ralph Bellamy: Harry Lincoln
- Jeff Corey: Gehrmann
- Johnny Whitaker: Stevie Worden
- John Rubinstein: Ernest Lincoln
- David Knapp: John
- Laurie Hagen: Beth
- Herb Armstrong: Schiller
- Margaret Avery: Irene
- Norman Bartold: Mr. Hackett
- Sheila Bartold: Mrs. Hackett
- Lois Battle: Mrs. Faraday
- Bella Bruck: Mrs. Gehrmann
- Lynn Cartwright: Secretary

## Al voltant de la pel·lícula
- Segon telefilm dirigit per Steven Spielberg després de Duel el 1971.
- Primera col·laboració entre Bill Butler (el director de la fotografia) i Steven Spielberg. Ambdós treballaran junts a Savage (1973) i sobretot el 1975 a Jaws, pel·lícula per la qual Steven Spielberg va obtenir la seva consagració.
- Steven Spielberg tenia 26 anys quan va dirigir aquesta pel·lícula.